# Consejo Latinoamericano de Ciencias Sociales
El Consejo Latinoamericano de Ciencias Sociales (CLACSO) es una institución internacional no-gubernamental, creada en 1967 a partir de una iniciativa de la Unesco, institución en la que posee estatus Asociativo. Actualmente, reúne a 937 centros de investigación y programas de posgrado (maestrías y doctorados) en diversos campos de las ciencias sociales y humanidades, radicados en 56 países de América Latina y el Caribe, como también en Estados Unidos, África y Europa. Su sede se encuentra en Buenos Aires, Argentina. El actual director ejecutivo del organismo es Pablo Vommaro (periodo 2025–2028).
Los objetivos del Consejo son la promoción y el desarrollo de la investigación y la enseñanza de las Ciencias Sociales; el fortalecimiento del intercambio y la cooperación entre instituciones e investigadores de dentro y fuera de la región; y la adecuada diseminación del conocimiento producido por los científicos sociales entre las fuerzas y movimientos sociales y las organizaciones de la sociedad civil. A través de estas actividades, CLACSO contribuye a repensar, desde una perspectiva crítica y plural, la problemática integral de las sociedades latinoamericanas y caribeñas.

## Acceso abierto al conocimiento
Con el objeto de dar visibilidad y facilitar el acceso a los resultados de las investigaciones de los Centros Miembros de CLACSO, a partir de 1998, se desarrolló un repositorio institucional que ofrece actualmente acceso abierto y gratuito a una serie de bibliotecas virtuales asociadas.
Una de las principales modalidades del acceso abierto son los repositorios, bibliotecas digitales y los portales de revistas digitales que difunden la propia producción de cada institución y permiten la organización de las colecciones digitales, la posibilidad de búsqueda avanzada en los contenidos, y la oportunidad de compartir colecciones con otros repositorios.
CLACSO, en colaboración con más de 309 centros miembros en 21 países de América Latina y el Caribe, participan en la promoción del acceso abierto a los resultados de investigaciones financiadas con fondos públicos. La Campaña Apoyo al Acceso Abierto al Conocimiento Académico y Científico refleja actividades realizadas por CLACSO y sus centros miembros en toda la región.

## Asamblea general
El máximo organismo de gobierno es la Asamblea General que se realiza cada tres años. Tiene como principales atribuciones elegir el director Ejecutivo y los miembros del Comité Directivo; resolver sobre las memorias, los balances financieros y el presupuesto de ingresos y gastos; decidir sobre la afiliación y/o desafiliación de Centros Miembros propuestos por el Comité Directivo; y brindar orientación sobre los contenidos del programa de trabajo propuesto para el período inmediato.

## Áreas de trabajo
La Secretaría Ejecutiva se divide en las siguientes direcciones:
Dirección de Investigación
- Programa Regional de Becas
- Programa de Grupos de Trabajo
- FOLEC

Dirección de Formación
- CLACSO Virtual
- Aula CLACSO

Dirección de Publicaciones
- Producción editorial
- Red de Bibliotecas Virtuales de CLACSO
- Revista Tramas y Redes

Dirección de Comunicación e Información
- InfoCLACSO y CLACSO TV
- Sistemas CLACSO
- Comunicación Interna y Externa

Dirección de Administración
- Recursos Humanos

## Lista de bibliotecas
- Repositorio Digital de CLACSO o Sala de Lectura con textos completos de libros, revistas no arbitradas, ponencias y documentos de trabajo publicados por la red CLACSO
- Portal de Revistas arbitradas (con revisión por pares) de la red CLACSO es un servicio conjunto CLACSO–Redalyc
- Portal Multimedia que incluye enlaces a producciones audiovisuales, radios en línea, archivos de audio y colecciones fotográficas de la red CLACSO

El servicio es un trabajo conjunto de los equipos coordinadores del repositorio digital de CLACSO y de la colección CLACSO en Redalyc, así como de la comunidad de Editores y Bibliotecas y la comunidad de intercambio de experiencias Ciencias Sociales Multimedia.